# Junioreuropamästerskapet i ishockey 1987
Junioreuropamästerskapet i ishockey 1987 var 1987 års upplaga av turneringen.

## Grupp A
Spelades under perioden 3-12 april 1987 i Tammerfors, Kouvola och Tavastehus i Finland.
| Lag                | Sverige | Tjeckoslovakien | Sovjetunionen | Finland | Schweiz | Polen | Norge | Västtyskland | gjorda mål/insläppta mål | poäng |
| ------------------ | ------- | --------------- | ------------- | ------- | ------- | ----- | ----- | ------------ | ------------------------ | ----- |
| 1. Sverige         | —       | 4-1             | 0-1           | 5-2     | 14-1    | 13-0  | 6-0   | 9-0          | 51-05                    | 12    |
| 2. Tjeckoslovakien | 1-4     | —               | 5-3           | 8-5     | 13-3    | 11-0  | 5-1   | 5-0          | 48-16                    | 12    |
| 3. Sovjetunionen   | 1-0     | 3-5             | —             | 6-5     | 8-0     | 11-1  | 9-3   | 5-2          | 43-16                    | 12    |
| 4. Finland         | 2-5     | 5-8             | 5-6           | —       | 4-0     | 9-0   | 9-0   | 7-2          | 41-21                    | 08    |
| 5. Schweiz         | 1-14    | 3-13            | 0-8           | 0-4     | —       | 5-5   | 1-1   | 4-1          | 14-46                    | 04    |
| 6. Polen           | 0-13    | 0-11            | 1-11          | 0-9     | 5-5     | —     | 3-2   | 4-4          | 13-55                    | 04    |
| 7. Norge           | 0-6     | 1-5             | 3-9           | 0-9     | 1-1     | 2-3   | —     | 6-4          | 13-37                    | 03    |
| 8. Västtyskland    | 0-9     | 0-5             | 2-5           | 2-7     | 1-4     | 4-4   | 4-6   | —            | 13-40                    | 01    |

Västtyskland nedflyttade till 1988 års B-grupp.

## Priser och utmärkelser
- Poängkung Roman Horák, Tjeckoslovakien (15 poäng)
- Bästa målvakt: Tommy Söderström, Sverige
- Bästa försvarare: Alexander Godynyuk, Sovjetunionen
- Bästa anfallare: Roman Horák, Tjeckoslovakien

## Grupp B
Spelades under perioden 3-9 april 1987 i Bukarest i Rumänien

### Första omgången
grupp 1
| Lag                          | Rumänien | Italien | Storbritannien | Bulgarien | gjorda mål/insläppta mål | poäng |
| ---------------------------- | -------- | ------- | -------------- | --------- | ------------------------ | ----- |
| 1. Rumänien                  | —        | 6-3     | 13-2           | 2-4       | 19-05                    | 4     |
| 2. Italien                   | 3-6      | —       | 6-1            | 4-2       | 09-07                    | 2     |
| 3. Storbritannien            | 2-13     | 1-6     | —              | 2-9       | 03-19                    | 0     |
| Bulgarien (diskvalificerade) | 4-2      | 2-4     | 9-2            | —         | 15-8                     | 4     |

- Bulgarien slutade egentligen tvåa i gruppen, men diskvalificerades för att ha förfalskat vissa av spelarnas födelsedatum. Bulgariens matchresultat och officiella ranking ströks.

grupp 2
| Lag            | Danmark | Frankrike | Jugoslavien | Österrike | gjorda mål/insläppta mål | poäng |
| -------------- | ------- | --------- | ----------- | --------- | ------------------------ | ----- |
| 1. Danmark     | —       | 8-3       | 4-6         | 6-0       | 18-09                    | 4     |
| 2. Frankrike   | 3-8     | —         | 8-4         | 3-2       | 14-14                    | 4     |
| 3. Jugoslavien | 6-4     | 4-8       | —           | 7-2       | 17-14                    | 4     |
| 4. Österrike   | 0-6     | 2-3       | 2-7         | —         | 04-16                    | 0     |

### Andra omgången
Uppflyttningsserien
| Lag          | Rumänien | Danmark | Italien | Frankrike | gjorda mål/insläppta mål | poäng |
| ------------ | -------- | ------- | ------- | --------- | ------------------------ | ----- |
| 1. Rumänien  | —        | 7-4     | (6-3)   | 6-4       | 19-11                    | 6     |
| 2. Danmark   | 4-7      | —       | 5-3     | (8-3)     | 17-13                    | 4     |
| 3. Italien   | (3-6)    | 3-5     | —       | 5-2       | 11-13                    | 2     |
| 4. Frankrike | 4-6      | (3-8)   | 2-5     | —         | 09-19                    | 0     |

Nedflyttningsserien
| Lag                          | Jugoslavien | Österrike | Storbritannien | Bulgarien | gjorda mål/insläppta mål | poäng |
| ---------------------------- | ----------- | --------- | -------------- | --------- | ------------------------ | ----- |
| 1. Jugoslavien               | —           | (7-2)     | 7-2            | –:–       | 14-04                    | 4     |
| 2. Österrike                 | (2-7)       | —         | 5-4            | –:–       | 07-11                    | 2     |
| 3. Storbritannien            | 2-7         | 4-5       | —              | (–:–)     | 06-12                    | 0     |
| Bulgarien (diskvalificerade) | –:–         | –:–       | (–:–)          | —         | 0–:0–                    | –     |

Rumänien uppflyttade till 1988 års B-grupp.  Bulgarien nedflyttade till 1988 års C-grupp.

## Grupp C
Spelades under perioden 14-19 mars 1987 i Zoetermeer i Nederländerna.
| Lag              | Nederländerna | Ungern   | Belgien  | gjorda mål | insläppta mål |
| ---------------- | ------------- | -------- | -------- | ---------- | ------------- |
| 1. Nederländerna | —             | 8-3 6-2  | 9-1      | 32-07      | 8             |
| 2. Ungern        | 3-8 2-6       | —        | 10-3 5-1 | 20-18      | 4             |
| 3. Belgien       | 1-9           | 3-10 1-5 | —        | 06-33      | 0             |

Nederländerna uppflyttade till 1988 års A-grupp.

### Fotnoter
1. ↑  ”Championnat d'Europe 1987 des moins de 18 ans” (på franska). Hockeyarchives. 30 maj 1987. http://www.passionhockey.com/hockeyarchives/U-18_1987.htm. Läst 30 november 2014.